# Hylaeus simpsoni
Hylaeus simpsoni là một loài Hymenoptera trong họ Colletidae. Loài này được Cockerell mô tả khoa học năm 1942.